# Gilles Del Pappas
Pour les articles homonymes, voir Pappas.

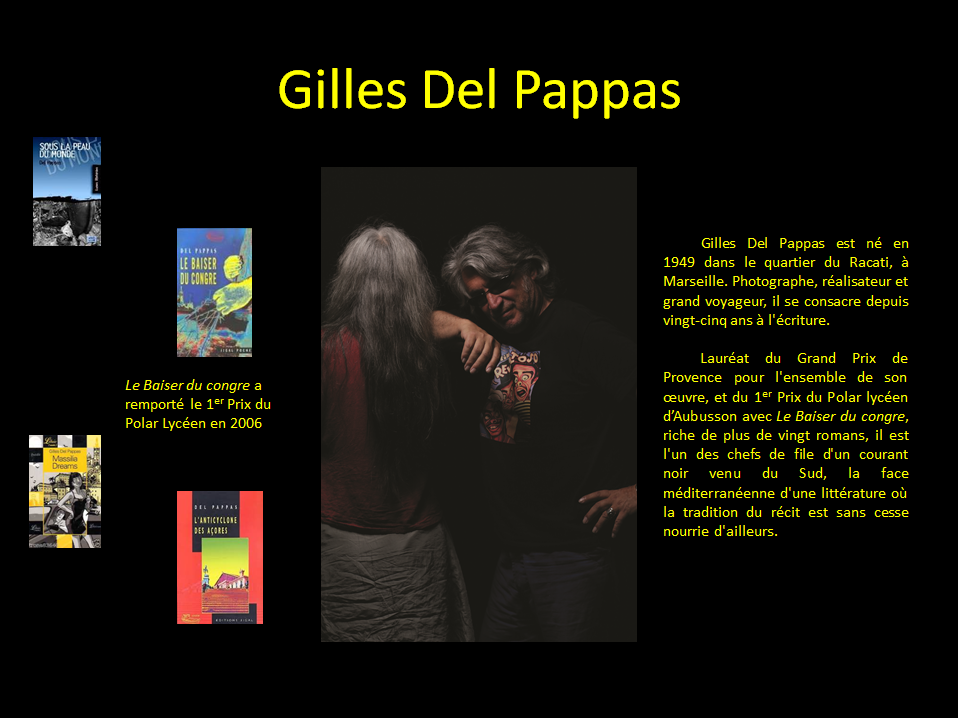

Gilles Del Pappas, né le 14 décembre 1949 au Racati, un quartier populaire de Marseille, est un écrivain français, auteur de plusieurs romans policiers humoristiques et ouvrages de littérature d'enfance et de jeunesse.

## Biographie
Fils d'un père grec et d'une mère italienne, il s'intéresse très tôt à l'image, puis la photographie, tout d'abord la peinture et le cinéma. Et c'est par celui-ci qu'il appréhende l’écriture. Il publie en 1998 son premier roman, Le Baiser du congre, premier titre d'une série policière humoristique ayant pour héros Constantin le Grec. Il écrit dans la foulée deux autres récits sur la cité noire phocéenne Bleu sur la peau (1998) et Le Jobi du Racati (1999). Del Pappas poursuit la série Constantin et prolonge la série pendant deux décennies. 
En parallèle, il publie des romans humoristiques, des récits autobiographiques et des romans de littérature d'enfance et de jeunesse, dont la série ayant pour héroïne la détective amateur en culottes courtes Gwendoline Strawberry.
En février 2002, Gilles Del Pappas reçoit le Grand prix littéraire de Provence pour l'ensemble de son œuvre et, en 2007, le prix du polar lycéen d'Aubusson pour Le Baiser du Congre. Il est l'un des auteurs représentatifs du polar méditerranéen.
En 2010, la ville de Sablet lui remet le grand prix pour l’ensemble de son œuvre.
En 2019, il reçoit dans la ville de Montpellier le prix Sportlivre pour Denier Tacle chez Seuil écrit avec le champion du monde Emmanuel Petit

## Engagement politique
En 2012, il soutient Jean-Luc Mélenchon, candidat du Front de gauche à l'élection présidentielle.

## Œuvre

### SérieConstantin le Grec
Tous les titres, sauf mention, sont parus aux Éditions Jigal
1. 1998 : Le Baiser du congre,Prix du polar lycéen d'Aubusson, Grand Prix Littéraire de Provence
2. 1998 : Bleu sur la peau
3. 1999 : Le Jobi du Racati
4. 1999 : La Girelle de la Belle de Mai
5. 2000 : Le Royaume de dégun
6. 2000 : Du sel plein les yeux
7. 2001 : Pleure pas, le mistral se lève
8. 2001 : Lecœur enragué
9. 2002 : Le Cafoutchi du diable
10. 2002 : La Mue de la cigale
11. 2003 : L'Anticyclone des Açores
12. 2005 : Bada d'amour
13. 2006 : L'Espincheur des Accoules
14. 2007 : Vogue, bel engatseur
15. 2008 : Les Quatre Sueurs du juge !
16. 2006 : Les Cents Femmes du Grec, éditions Transbordeur
17. 2010 : Constantin et les quarante canards
18. 2011 : L'Année de tous les Tanger
19. 2012 : Joyeux Noël, Constantin !
20. 2014 : Le Grec s'emmêle
21. 2016 : Les Ratounes du diable
22. 2017 : Le Goya de Constantin

### SérieCommissaire Clémentine Pacciniavec Emmanuel Petit
1. 2019 : Dernier Tacle, Seuil
2. 2021 : Dribble assassin, Ramsay

### Autres romans policiers
- 2000 : Massilia dreams, Librio, coll. « Librio noir » no 361 ; réédition, CLC, coll. « Rouge & noir », 2004
- 2000 : Du jaune dans le noir, Édition Autrement
- 2006 : Sous la peau du monde, Édition Après la lune
- 2007 : L'Indien blanc, Édition de l'Atelier In 8
- 2010 : Attila et la magie blanche, Édition Au-delà du raisonnable
- 2010 : Les Vies de Gustave, Édition Au-delà du raisonnable
- 2012 : Troublante Incertitude, Black Coat Press/Rivière blanche, coll. « noire », no 39
- 2015 : La Rascasse avant la bouillabaisse, Édition Lajouanie
- 2025 : La Buveuse d'âmes, M+

### Romans
- 2002 : Éclisse, Édition Laurent Carte
- 2002 : Mémoire d'un goûte-sauce, Édition L'Écailler du Sud
- 2006 : Chinois vert mouillé, Édition Après la lune

### Ouvrage de littérature d'enfance et de jeunesse

#### SérieLes enquêtes de Gwendoline Strawberry
- 2003 : Le Boiteux serbe (écrit en collaboration avec Luce Michel), CLC
- 2004 : L'Asiate aux yeux verts (écrit en collaboration avec Luce Michel), CLC
- 2006 : Gwendoline boit la tasse (écrit en collaboration avec Luce Michel), CLC

#### Autres ouvrages de littérature d'enfance et de jeunesse
- 2004 : Cap'taine Solal et Shabada,  (dessins Chantal Hocdé), Édition Le Lutin Malin

### Récits autobiographiques

#### SérieLes Totos rasés
- 2001 : Le Cabanon
- 2002 : Du soleil dans la tête
- 2014 : L'École dans les nuages
- 2014 : Marseille au cœur

### Recueils de nouvelles
- 2000 : L'Effet mer (en collaboration avec Jean-Paul Delfino, Michel Flayeux), Édition Bandol
- 2005 : Le Noir dans le blanc (en collaboration avec Maurice Attia, Lilian Bathelot), Éditions Autres temps

### Nouvelles
- 2000 : Un matin de Noël (incluse les 7 familles du polar), Éditions Baleine
- 2002 : Le Sel de la vie (incluse dans l'édition des Mémoires d'un goûte sauce)
- 2015 : Porte à Porte
- 2020 : Mission Galéjade Marseillaise, Rouge Cent, Les éditions Arcane 17

### Autre publication
- 2008 : Plages et calanques de Marseille, Édition les Beaux jours